# Rites funéraires à La Réunion
 (septembre 2013).
 (août 2021).
Si vous disposez d'ouvrages ou d'articles de référence ou si vous connaissez des sites web de qualité traitant du thème abordé ici, merci de compléter l'article en donnant les références utiles à sa vérifiabilité et en les liant à la section « Notes et références ».
Les rites funéraires dans la religion catholique à La Réunion font partie de ceux qui sont les plus pratiqués par ses habitants. Ces rites comprennent les avis de décès,  la veillée funèbre, la cérémonie à l'église et le deuil.

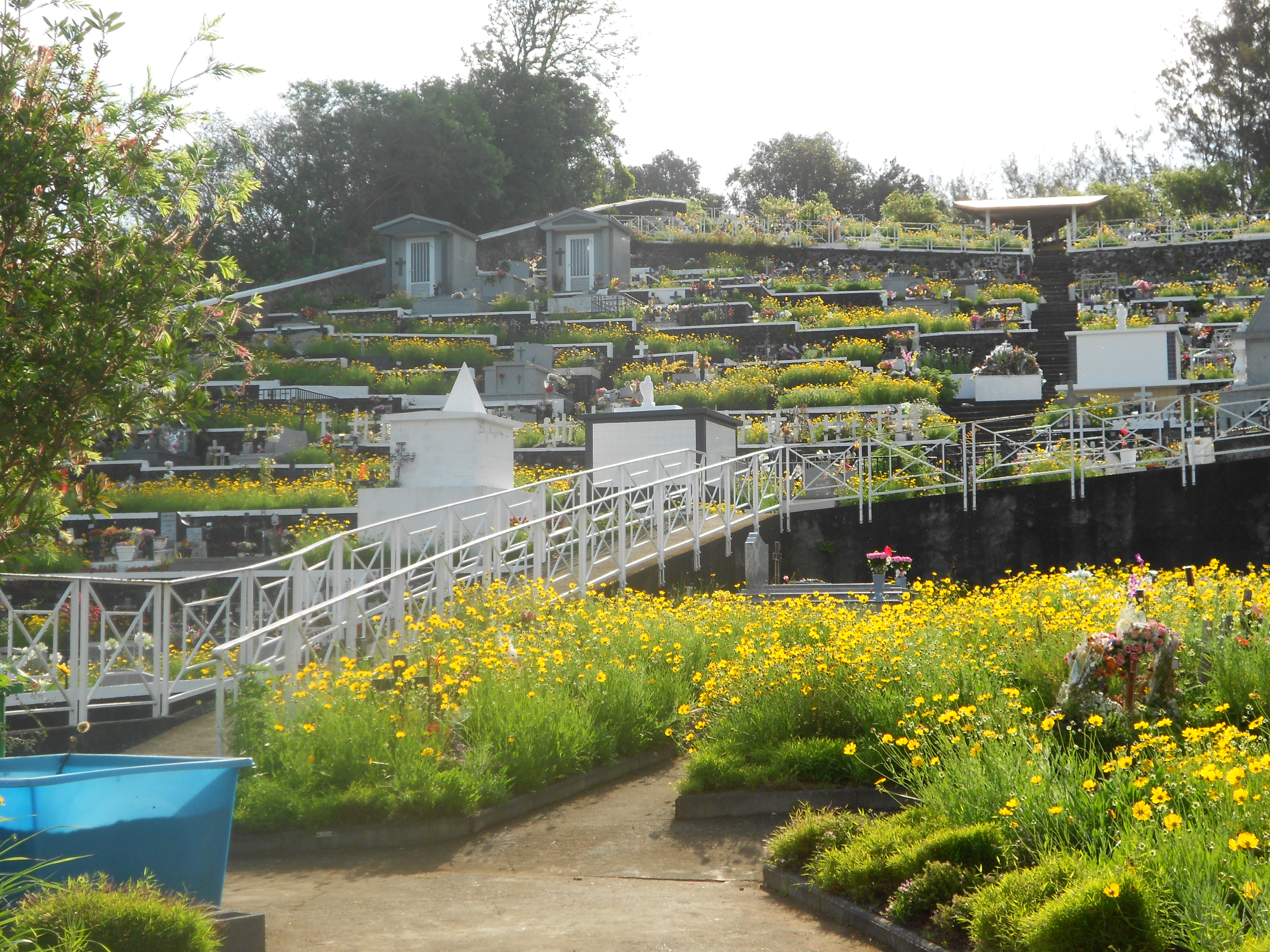
Vue sur le cimetière de Petite-Ile

## Les avis de décès
Lorsqu'une mort survient à La Réunion, l'un des proches de la personne appelle des stations de radio telles que Radio Est Réunion ou Free Dom. Les annonces de décès également sont dites sur Réunion 1re, mais contrairement aux deux autres stations, c'est la mutuelle du défunt qui envoie directement les avis de décès à cette radio. Ces annonces servent à informer les autres proches et les connaissances de la personne décédée pour qu'ils puissent se rendre à la veillée funèbre. En effet, à La Réunion, les veillées mortuaires sont ouvertes à tout le monde.

## La veillée funèbre
Lors de la veillée funèbre, le corps de la personne décédée est tout d'abord installée chez elle ou chez un proche. La dépouille est toujours placée dans le salon, c'est-à-dire l'endroit où l'on peut accueillir le plus de gens. Au préalable, un drap mortuaire est posé devant la maison où est installé le corps, il en existe plusieurs couleurs : Bordeaux, bleu marine et gris pour des adultes et blanc uniquement pour un enfant. 

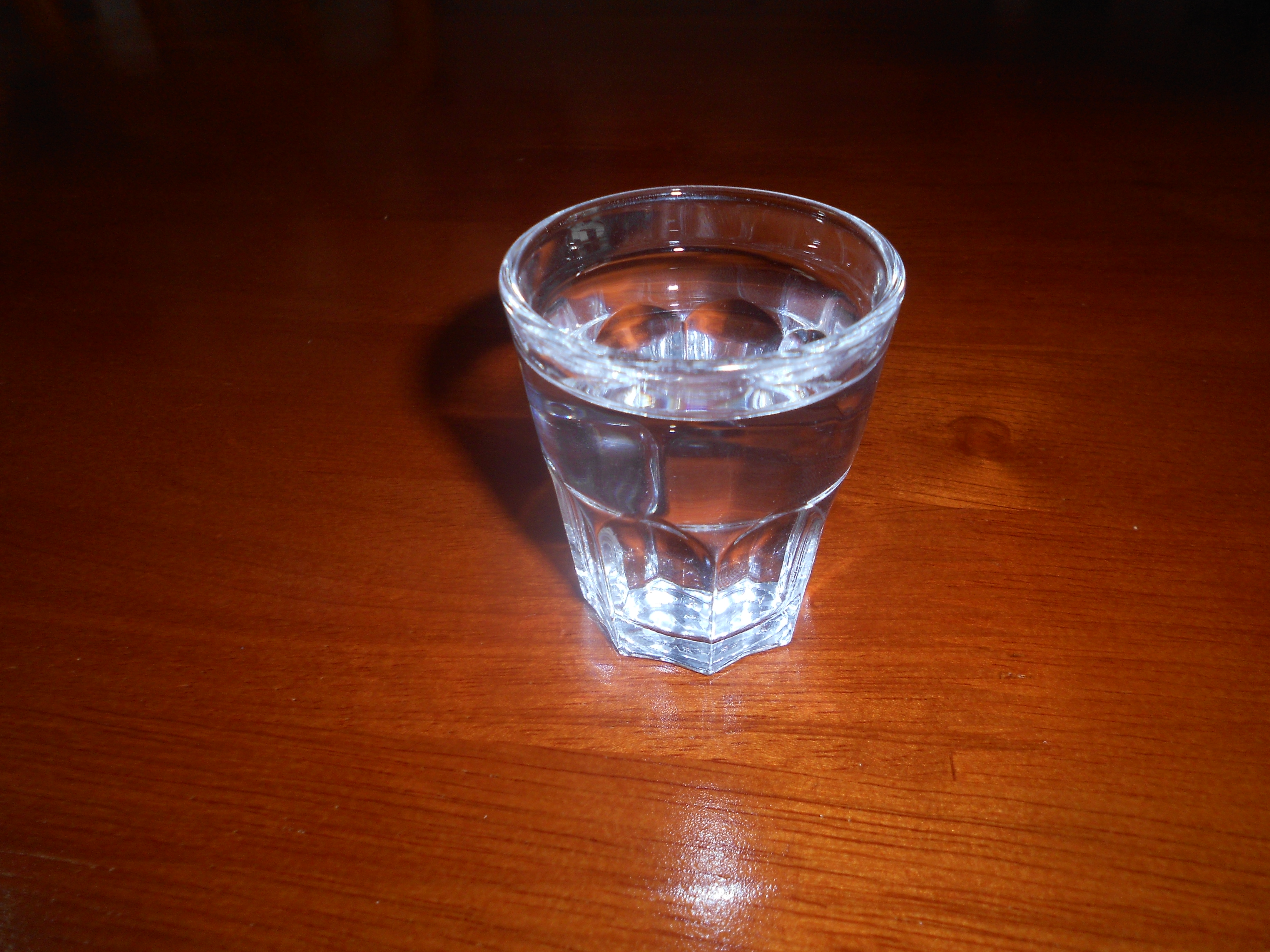
Un petit verre de Rhum Charette

Les personnes qui viennent se recueillir lors de cette veillée restent généralement quelques heures. Il arrive que des gens, qui habituellement sont les personnes plus proches de la personne décédée (comme des membres de la famille), veillent toute la nuit.
Lors de la veillée, les gens se recueillent en récitant le chapelet par exemple mais pas seulement. En effet, ils discutent entre eux, certains jouent aux dominos, aux cartes ou boivent un verre de Rhum.

## La cérémonie à l'église
A La Réunion, l'heure de l'enterrement dépend de l'heure de la mort. 
Lorsque la personne meurt le matin, elle est enterrée le lendemain matin et quand elle meurt le soir, elle est inhumée le lendemain après-midi. En revanche, lorsque la mort survient l'après-midi, la  personne est enterrée  le lendemain matin ou le lendemain après-midi.
Après une courte cérémonie (d'environ 30 minutes) à l'église, il est de coutume de suivre le corbillard jusqu'au cimetière : cela est vu comme un dernier signe de respect envers la personne décédée.

## Le deuil
Après l'enterrement, une tradition veut que les proches du défunt suivent un jeûne : à La Réunion, cela signifie ne pas manger de viande pendant quelque temps. Cette période varie d'une personne à une autre : elle est plus longue pour une personne très proche du défunt comme son conjoint ou ses enfants. Le jeûne peut durer 3, 8 ou 40 jours. Cette tradition demande également que les proches parents du mort ne fassent pas la fête, ne dansent pas et portent des vêtements sombres durant 12 voire 18 mois.
Peu après la mort, il arrive que des familles envoient une photo du défunt accompagnée d'un texte s'adressant à lui ou aux personnes ayant participé à ses funérailles pour qu'un journal local (le Journal de l'île de La Réunion ou Le Quotidien) la publie dans la rubrique nécrologique.